# Martin Kvikstad
Martin Reppen Kvikstad (født 18. februar 1991) er en norsk amatørbokser som bokser for Raufoss Bokseklubb. Kvikstad har fem norgesmesterskabstitler og en nordisk titel. Han startede med at boksse da han var 13 år.